# Irina Hardi Kovačević
Irina Hardi Kovačević (Ruski Krstur, 1944), književnica, prevoditeljka, novinarka i amaterska glumica. Njeno  bogato književno stvaralaštvo, koje obuhvata i poeziju i prozu za decu, kao i dramske tekstove,  pri tom i novinarski i prevoditeljski angažman doneli su joj niz priznanja i nagrada.
Među njima su Iskre kulture, Kulturno prosvetne zajednice Vojvodine,  „Zlatno pero“ Društva novinara Vojvodine, i Međunarodna nagrada za rusinsku književnost Aleksandar Duhnovič. Dobitnica je i nagrade „dr Havril Kostelnik“ za najbolju knjigu na rusinskom jeziku, kao i nagradu Društva književnika Vojvodine.
Irina Hardi Kovačević je bila članica Glavnog odbora novinara Jugoslavije u jednom mandatu, i predsednica  Društva novinara Vojvodine  u periodu 1985-1987. godine.
Zastupljena je u nizu antologija poezije na rusinskom jeziku.

## Obrazovanje i karijera
Irina Hardi Kovačević je osnovno školovanje završila u Ruskom Krsturu, a srednjoškolsko obrazovanje u Vrbasu i Kuli. Na Filozofskom fakultetu je diplomirala 1974. godine, na Grupi za jugoslovensku književnost.
Prvo zaposlenje je imala u zemljoradničkoj zadruzi u rodnom mestu. Počevši od 1969. godine, počinje svoju novinarsku karijeru, kao saradnica javnog glasila na rusinskom jeziku „Ruske slovo“, potom kao urednica Literarnog slova na rusinskom jeziku, a kasnije pomoćna i glavna urednica (1974) omladinskog lista na rusinskom jeziku „Mak“.
Glavna urednica glasila „Ruske slovo“  je bila  u periodu 1983−1987. godine.[2] Nakon toga, prelazi u redakciju vojvođanskog javnog glasila „Dnevnik“, u kojoj će ostati sve do odlaska u penziju (1999).

## Stvaralaštvo
Irina Hardi Kovačević se bavila i književnom kritikom, prevodila je sa rusinskog na srpski jezik. Takođe je prepevala sa makedonskog na rusinski Antologiju makedonske poezije.
Njena poezija je prevedena na srpski, slovenački, makedonski, italijanski, mađarski, slovački, albanski i rumunski jezik.
Zastupljena je u nizu antologija, kako u zemlji i u regiji: Antologija rusinske poezije (1965); Savremena poezija za decu Vojvodine (1974) na srpskom; Bulke sa usana (1977) na srpskom; Bleskot na ramninata (1975) na makedonskom; Daljina bdi (1984)na mađarskom; Između strnjike asfaltni sjaj (1984) na srpskom; Antologija rusinske poezije(1984); Oblak na vrhu topole (1990) na rusinskom; Oči ravnice (1998) na srpskom; Аntologija poezije vojvodjanskih Rusina Žuta pričest2 (2003) na srpskom; Mama, kupi mi knjigu (1995) na poljskom. 
Hardi Kovačević, skupa sa Natalijom Kanjuh, Natalijom Dudaš, Ahnetom Bučko Paparhaji,i Marijom Jakim, između ostalih, spada u generaciju stvarala na rusinskom jeziku koji su „…uspeli da  se suprotstave tradiciji književnom složenošću, a originalnosti polifunkcionalnošću, ali su odbili da unište tradiciju…“

## Bibliografija

### Knjige na rusinskom jeziku
- Hardi-Kovačević, I. (1969) Zrno na dlanu. Novi Sad: Ruske slovo.
- Hardi-Kovačević, I. (1976) Hiljadu radosti. Novi Sad: Ruske slovo.
- Hardi-Kovačević, I. (1980) Bezimena stvarnost. Novi Sad: Ruske slovo.
- Hardi-Kovačević, I. (1984) Igre: pesme za decu. Novi Sad: Ruske slovo.
- Hardi-Kovačević, I. (1987) Ćoše mudrosti: pesme za decu. Novi Sad: Ruske slovo.
- Hardi-Kovačević, I. (2004) Jednosložnost. Novi Sad: Ruske slovo.
- Hardi-Kovačević, I. (2007) Dvanaest bajki: proza za decu. Novi Sad: Ruske slovo.
- Hardi-Kovačević, I. (2012) Nebo iznad Krstura: nadrealistička proza. Novi Sad: Ruske slovo.
- Hardi-Kovačević, I. (2015) Mreža: knjiga ogleda, eseja i kritika. Novi Sad: Ruske slovo.
- Hardi-Kovačević, I. (2016) Kuglice i balončići. Novi Sad: Ruske slovo.

### Knjiga na srpskom jeziku
Hardi-Kovačević, I. (2009) Skazke, Novi Sad: Narodna biblioteka

### Dramski tekstovi
- „Krila za Anđela”, radio drama
- „Bradavica”, duodrama 2000.
- „Naša Irin”, scenska drama 2001.
- „Leonini ratovi”, scenska drama 2002.
- „Stan“, drama, 2002.
- „Milionerka”, scenska drama, 2003.
- „Prva smena”, scenska drama ,2009.
- „Bliskost“, duodrama, 2011.
- „Oštar ugao“, mala drama, 2013.

## Literatura
- Bulke sa usana – Julijan Tamaš, Novi Sad, 1977, COBISS.SR-ID: 1024211601
- Oči ravnice – Olivera Šijački, Novi Sad, 1998, COBISS.SR-ID: 110124551
- Žuta pričest – Vladimir Kočiš, Smederevo, 2003., ISBN: 86-7610-028-4

## Spoljašnje veze
- Doprinos Rusina razvoju Novog Sada - Irina Hardi Kovačevič
- Tri Levnovo Vojni - Irina Hardi Kovačević
- Moj svet- Intervju sa Irnom Hardi Kovačević
- Veće od života - Irina Hardi Kovačević